# Styela loculosa
Styela loculosa is een zakpijpensoort uit de familie van de Styelidae. De wetenschappelijke naam van de soort is voor het eerst geldig gepubliceerd in 1969 door Monniot C. & Monniot F..